# 7,7 × 58 mm Arisaka
La 7,7 × 58 mm Arisaka est une munition japonaise , principalement utilisée pendant la Seconde Guerre mondiale.
Elle est inspirée du 7,92 × 57 mm allemand.
Elle a été adoptée par l'armée impériale japonaise en 1939, et notamment utilisée pour le fusil Arisaka Type 99, et la mitrailleuse Type 99.
Sa production cesse en 1945 au Japon, pour être remplacée par des calibres de l'OTAN.
Une usine de munitions japonaise a été capturée en Chine par le parti communiste chinois et a fonctionné plusieurs années pour celui-ci.

## Conception
Devant l'efficacité des mitrailleuses de 7,92 mm, en Chine en 1937, le Japon décide de développer cette nouvelle munition. À cause de la pénurie de matériaux due à la Seconde Guerre mondiale, elle ne fut pas entièrement déployée avant 1945.

## Utilisation
La munition a été conçue pour le fusil Arisaka Type 99, et a été également utilisée pour les armes automatiques :
- Fusil-mitrailleur Type 97
- Mitrailleuse Type 99
- Mitrailleuse Type 92